# Могиленский повет
Могиленский пове́т (пол. Powiat mogileński) — повет (район) в Польше, входит как административная единица в Куявско-Поморское воеводство. Центр повета — город Могильно. Занимает площадь 675,86 км². Население — 46 254 человека (на 31 декабря 2015 года).

## Административное деление
- города: Могильно, Стшельно
- городско-сельские гмины: Гмина Могильно, Гмина Стшельно
- сельские гмины: Гмина Домброва, Гмина Езора-Вельке

## Демография
Население повета дано на 31 декабря 2015 года.
| Перепись            | Всего  | Мужчины | Женщины |
| ------------------- | ------ | ------- | ------- |
| Всего               | 46 254 | 22 635  | 23 619  |
| Городское население | 17 910 | 8584    | 9326    |
| Сельское население  | 28 344 | 14 051  | 14 293  |